# Клара Буда
Клара Буда (на албански: Klara Buda) е албанска журналистка, преводачка, драматург, поетеса и писателка.

## Биография и творчество
Клара Буда е родена на 13 май 1964 г. в Елбасан, Албания. В Албания завършва ветеринарна медицина и прави специализация в Националното училище по ветеринарна медицина в Мезони-Алфор, Франция, но прави промяна в кариерата си, заради страстта си към литературата.
Следва специалност „Методи на историята, археологията и историята на изкуството“ в Сорбоната, а след това получава и магистърска степен по история на изкуството в „École pratique des hautes études“ в Париж. През 1997 г. завършва дипломна работа на тема „Mitrush Kuteli, Literary Biography“ (на френски език) за творчеството на Митруш Кутели (1907 – 1967), един от най-известните прозаици на албанската литература, заедно с превод на разказа му „Моето село знае как да пие ракия“.
След дипломирането си работи като журналист на свободна практика в Би Би Си, а след това и в Радио Франс Интернационал (RFI) към отдела за предавания на албански език.
През юни 1998 г. е съавтор на петицията на френските интелектуалци до френското правителство и до международната общност за спиране на етническото прочистване и терор в Косово. Същата година работи за кратко в отдела за комуникация комуникационния отдел CII/COM на ЮНЕСКО.
От 1999 г. работи като специализиран журналист в RFI и като редактор от 2005 г. През 2006 г. е назначена за главен редактор и ръководи албанската редакция на RFI до 2010 г.
Първият ѝ роман „Kloroform“ (Хлороформ) е издаден през 2009 г. Той разглежда темите за идентичността и ролята на свободните индивиди в тоталитарните системи, техните „острови на вътрешната свобода“, които помагат на всеки от тях да оцелее. Героите на романа са раздвоени между техните хуманистични стремежи и техните животински пориви.
През 2010 г. RFI и дава стипендия за изучаване на творческо писане в САЩ. Учи сценаристика и работи в сътрудничество с писателското студио „Труби“ в Лос Анджелис, създавайки сценарий за романа си „Хлороформ“. През 2011 г. тя основава в Ню Йорк студио „Beratinus“ за телевизионна и филмова продукция. През 2012 г. е съветник по международни въпроси и медии на албанското министерство на външните работи. През 2013 г. създава сайта „KlaraBudaPost.com“ – онлайн списание за популяризиране на етичната и гражданската журналистика. За дейността си през 2013 г. е отличена с наградата за франкофонска личност на годината от Международната организация по франкофония.
През 2014 г. създава, води и режисира телевизионното предаване „Обичам Албания“, в което представя портрети на видни фигури, изследва еволюцията на традиционните албански обреди и обичаи по време на периода на политически преход, както в самата Албания, така и в международен план.
През 2015 г. основава Нюйоркската албанска корпорация за културна дипломация с цел популяризиране на албанската култура в Съединените щати.
През 2017 г. е издаден романът ѝ „Pëshpërimë gruaje“ (Шепот на жена). Чрез главната героиня се описва живота на младото поколение през 80-те години в Албания, където въпреки тоталитарния режим не може да се унищожи волята за бунт и свобода.
Клара Буда живее в Париж и Ню Йорк.

## Произведения
- Kloroform (2009)
- Kosova Mon Amour (2016) – сборник с есета за Косовската война и тоталитарния режим в Албания
- Pëshpërimë gruaje (2017)
- Rrëfenja kuteliane (2017) – разказ

### Преводи
- „They like to drink Raki in my village“ – разказ на Митруш Кутели (от албански на френски)